# 风暴多管火箭炮
风暴（羅馬化：Bureviy）多管火箭炮由乌克兰制造，火箭发射器口径为220毫米。风暴火箭炮由舍佩蒂夫卡维修厂开发，用于取代乌克兰武装部队装备的苏制BM-27飓风。

## 历史
火箭炮的射击测试于2020年11月进行。
2021年12月，国营企业舍佩蒂夫卡维修厂接收了一批太脱拉T815-7底盘，以用于生产乌克兰新型220毫米风暴多管火箭炮。
自俄罗斯入侵乌克兰以来，由于乌克兰武装部队频繁使用风暴火箭炮，导致了火箭弹药的短缺，因此在俄罗斯入侵前购买的底盘可转移至2S22的生产线。

## 介绍
风暴多管火箭炮的口径为220毫米，16个发射管。火箭弹可与射程为35公里的飓风多管火箭炮通用，同时可使用南方设计局制造的新型台风火箭弹，射程可增至65公里。
火箭炮配备了数字火控系统，特别是战场信息交换系统。这使得将风暴火箭炮纳入一个侦察-打击的单一闭环回路成为可能。当来自侦察装置（如无人机）的数据传输到打击装置时，可显著缩短从识别目标到摧毁目标所需的时间。火箭炮配备了“Krip-A”系统，使成员可不离开火箭炮即可开火。
风暴火箭炮的发射装置由捷克太脱拉公司制造的8×8轮式T815-7底盘运载。高速公路最高时速超过100公里/时。
风暴的底盘比BM-27多了防弹装甲，预留了用于连接无线电台和定制武器的位置。使用艾里逊的自动变速箱取代了捷克太脱拉公司的半自动变速箱。
另一个特点是辅助动力装置，可节省主柴油机的资源（功率 300kW，最大扭矩2100Nm）。
风暴火箭炮发射装置有四个支腿，比BM-27飓风多了两个，这使得火箭炮在射击时更加稳定，射击精度更高。

## 使用的火箭弹
- 9M27F

220毫米高爆破片弹，BM-27的标准弹。弹丸质量为280公斤，弹头质量为100公斤，TGAF-5弹头质量为51.9公斤。射程10至35公里。
- 台风-2

由南方设计局设计的220毫米台风火箭弹。射程增至65公里。

## 战术和技术特点
- 武器
  - 爆炸波及面积：326000平方米。
  - 发射间隔：20秒[7]

## 使用方
- 乌克兰

## 战斗记录

### 俄乌战争
2022年6月，乌克兰部队阵地上出现了风暴火箭炮。随后战斗时的视频被广泛分享。此后越来越多的视频和图片开始出现，很多拍摄自哈尔科夫地区。
根据军事和军队信息网的报道，军方评估了风暴火箭炮相对于BM-27飓风的优势。由于风暴火箭炮的稳定性更好，以及数字火控系统缩短了部署和瞄准所需的时间，因此其射击精度更高。军方还指出，风暴火箭炮的成员舱更舒适，具有更好的越野能力，而且有防弹装甲。

## 相关词条
- 柳树多管火箭炮
- 棱堡-01多管火箭炮——乌克兰多管火箭炮

## 引文
1. 1 2 3 4  . Ukrainian Military Pages. 2020-11-19  [2024-10-27]. （原始内容存档于2022-08-14）.
2. 1 2 3  . Ukrainian Military Pages. 2021-12-23  [2024-10-27]. （原始内容存档于2021-12-23）.
3. ↑  . 军事.   [2024-02-22]. （原始内容存档于2024-02-19） （乌克兰语）.
4. 1 2  . 军事. 2022-11-14  [2022-12-02]. （原始内容存档于2022-11-14）.
5. ↑  . 军队信息网.   [2024-10-28]. （原始内容存档于2024-11-13） （乌克兰语）.
6. ↑  YouTube上的"Багато ростехніки потопили": Реактивна арта "Буревії" та "Урагани" на передовій（乌克兰語）
7. ↑  . 2022-08-08  [2024-10-28]. （原始内容存档于2024-11-30） （乌克兰语）.
8. ↑  . 军事.   [2024-10-27]. （原始内容存档于2022-10-13）.
9. ↑  . 军事. 2022-06-21  [2024-10-27]. （原始内容存档于2022-07-01）.
10. ↑  . 军事. 2022-07-04  [2024-10-27]. （原始内容存档于2022-10-01）.
11. ↑  . 2022-08-07  [2024-10-28]. （原始内容存档于2022-08-20） （乌克兰语）.
12. ↑  . 军事. 2022-12-02  [2022-12-02]. （原始内容存档于2022-12-02）.
13. ↑  . 军队信息网.   [2022-12-10]. （原始内容存档于2024-11-13） （乌克兰语）.